# Louis-Michel Le Peletier de Saint-Fargeau

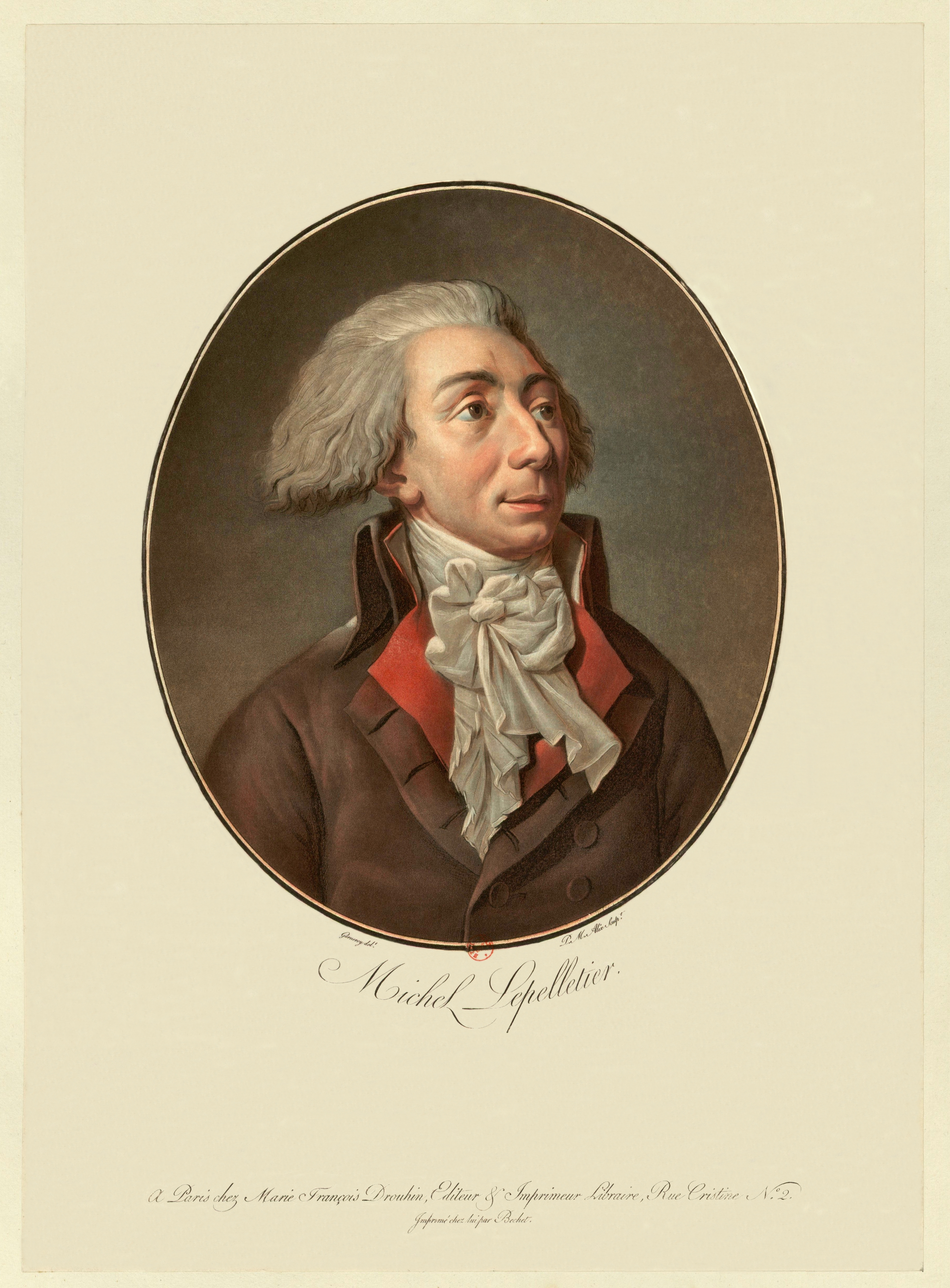
Louis-Michel Le Peletier

Louis-Michel Le Peletier (Lepeletier), Marquis de Saint-Fargeau, (* 29. Mai 1760 in Paris; † 20. Januar 1793 ebenda) war ein Politiker während der Französischen Revolution. Nach seiner Ermordung durch einen Royalisten wurde er als Revolutionsmärtyrer verehrt und hatte für wenige Jahre seine Grabstätte im Panthéon. Seine jüngeren Halbbrüder waren der Politiker Félix Lepeletier (1767–1837) und der Entomologe Amédée Louis Michel Le Peletier (1770–1845).

## Leben
Louis-Michel Le Peletier de Saint-Fargeau entstammte einer vermögenden und einflussreichen Familie der Noblesse de robe („Robenadel“, d. h. Amtsadel) und wurde als Sohn des Präsidenten des Pariser Parlements (Gerichtshof), Baron du Péreuse, geboren. Der junge Le Peletier erbte 1778 den ausgedehnten Landbesitz seines Vaters, arbeitete seit 1783 als Anwalt im Châtelet und übernahm 1785 das Amt seines Vaters.
Der Adel der Stadt Paris wählte Le Peletier im Frühjahr 1789 zum Abgeordneten der Generalstände. Er stimmte am 6. Mai 1789, zusammen mit Adel und Klerus, gegen eine Abstimmung nach Köpfen. Nachdem sich die Abgeordneten des Dritten Standes zur Nationalversammlung erklärten, schloss sich Le Peletier auf ausdrücklichen Wunsch Ludwigs XVI. am 27. Juni 1789 dem Dritten Stand an. In den folgenden Wochen änderte er radikal seine bisherigen Ansichten und entwickelte sich, trotz seines immensen Vermögens und seiner zahlreichen Privilegien, zu einem leidenschaftlichen Verfechter der Ideale und Ziele der Revolution. Er forderte die Rückberufung des am 11. Juli 1789 entlassenen Finanzministers Necker und stimmte am 4. August 1789 für die Aufhebung der Adelsprivilegien. Außerdem setzte sich Le Peletier für die Gleichheit der Bürger vor Gesetz und Fiskus und für verfassungsmäßig verankerte Grundrechte ein. Er legte seinen Titel ab, verzichtete entschädigungslos auf seine seigneurialen Rechte und führte seitdem nur noch seinen „bürgerlichen“ Namen Michel Le Peletier.
Vom 21. Juni bis 5. Juli 1790 amtierte Le Peletier als Präsident der Konstituante. Wenig später wirkte er als Berichterstatter des Rechtsausschusses der Konstituante vergeblich für die Aufhebung der Todes- und Galeerenstrafe sowie der Brandmarkung von Verurteilten. Es gelang ihm jedoch, die Folter abzuschaffen und die als grausam und entehrend verstandene Hinrichtungsart des Erhängens (oder gar Räderns und Vierteilens wie im Fall des Königsattentäters Damiens im Jahr 1757) durch die des schnell vollzogenen und deswegen als weniger schmerzhaft angesehenen Köpfens zu ersetzen.
Im September 1792 wurde Michel Le Peletier vom Département Yonne, wo sich sein Grundbesitz und sein Schloss Saint-Fargeau befand, in den Nationalkonvent gewählt. Er zählte als Parteigänger Robespierres zur Montagne und bekannte sich in seiner Rede vom 30. Oktober 1792 zur Notwendigkeit einer uneingeschränkten Pressefreiheit. Des Weiteren verfasste Le Peletier einen Plan zur Nationalerziehung, der die allgemeine Schulpflicht aller Kinder beiderlei Geschlechts im Alter von sieben bis zwölf Jahren beinhaltete. Dieses Projekt sollte durch die zusätzliche Besteuerung der vermögenden Klassen finanziert werden. Aber Le Peletiers Vorhaben wurde, trotz energischer Fürsprache Robespierres, nicht verwirklicht. Im August 1793 wurde Le Peletiers Plan vom Nationalkonvent abgelehnt.

### Ermordung und Verehrung

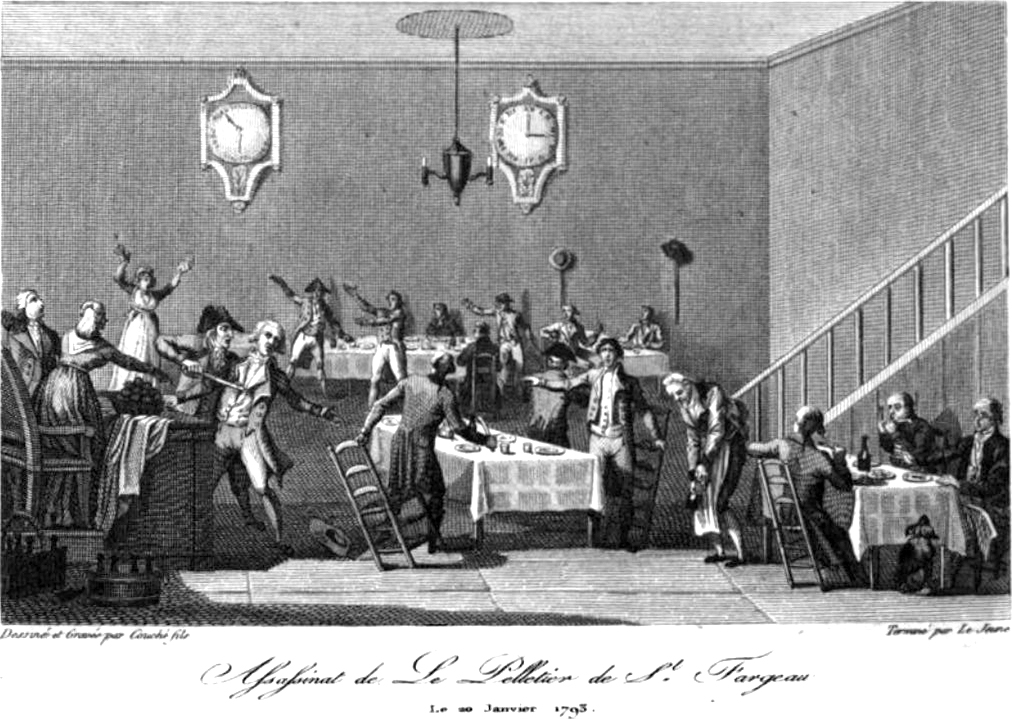
L’assassinat de Le Peletier de S^{t}.e Fargeau – historische Darstellung aus dem Jahr 1823

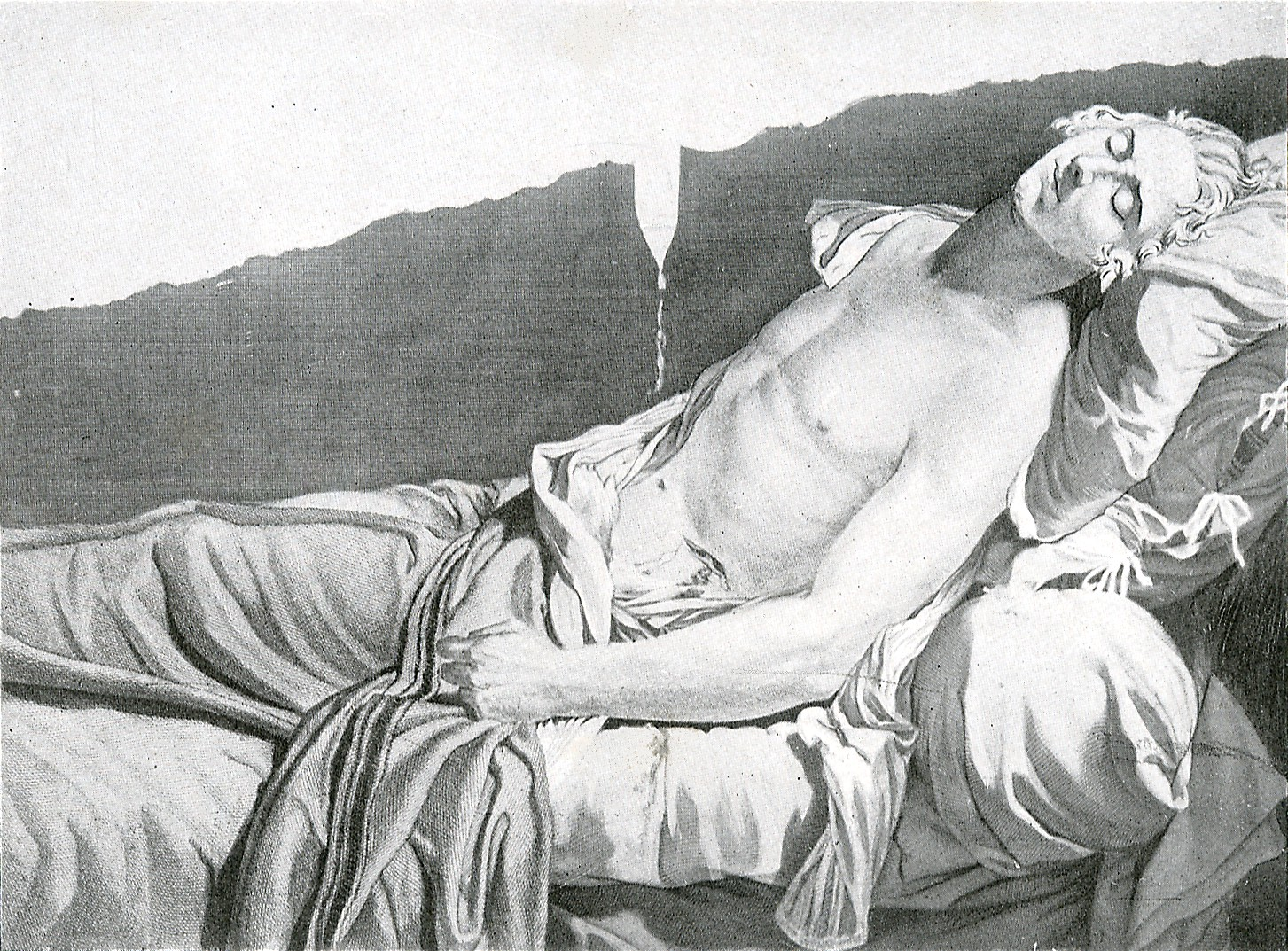
Fotografie eines Stichs von Pierre Alexandre Tardieu nach Davids Les derniers moments de Michel Lepeletier

Am 17. Januar 1793 stimmte der bisherige Gegner der Todesstrafe Le Peletier für die Hinrichtung Ludwigs XVI. Als er am 20. Januar 1793 in seinem Stammrestaurant im Palais Royal zu Abend aß, näherte sich ihm ein royalistischer ehemaliger Soldat der königlichen Leibgarde und stach ihn aufgrund seiner Zustimmung für die Hinrichtung des Königs nieder. Le Peletier wurde schwerverletzt in das Haus seines Bruders Félix gebracht und verstarb dort wenige Stunden später. Der Täter Philippe Nicolas Marie de Pâris (1767–1793) plante eigentlich einen Mordanschlag auf den ranghöchsten „Königsmörder“ Philippe Égalité, entschied sich jedoch nach dem Scheitern seiner ursprünglichen Absicht für ein Attentat auf Michel Le Peletier. Pâris flüchtete nach dem Mordanschlag und erschoss sich im Augenblick seiner Festnahme am 31. Januar 1793.
Der Nationalkonvent adoptierte Le Peletiers Tochter Suzanne (die man fortan Mademoiselle Nation nannte) und gewährte Michel Le Peletier im Juni 1793 als Erstem ein Staatsbegräbnis im Panthéon. Der Maler Jacques-Louis David dokumentierte den Toten in seinem Bild Les derniers moments de Michel Lepeletier (Die letzten Augenblicke des Michel Lepeletier), das zum Kultgegenstand der Patrioten avancierte.
Die Ermordung Le Peletiers und Jean-Paul Marats durch verzweifelte Einzeltäter führte zur verschärften Anwendung des Terrors. Am 14. Juli 1793 forderte Robespierre in seiner Rede im Jakobinerklub:

„Die Mörder Marats und Lepeletiers müssen ihre schrecklichen Verbrechen auf dem Revolutionsplatz sühnen. Die Handlanger der Tyrannei, heimtückische Abgeordnete, die die Fahne der Rebellion entfaltet haben, und all jene, die die Fahne der Rebellion entfaltet haben, und all jene, die stets das Messer über den Kopf des Volkes schärfen, die Heimat und einige ihrer Söhne ins Verderben gestürzt haben, diese Ungeheuer, sage ich, müssen mit ihrem Blut für das Blut unserer Brüder zahlen, die im Namen der Freiheit gefallen sind, für das Blut, das sie mit solcher Grausamkeit vergossen haben. Jeder von uns muss der Republik, zumindest zeitweilig, selbstvergessen mit ganzer Kraft dienen und sich restlos ihren Belangen widmen.“

Le Peletier wurde neben Marat und Joseph Chalier als Märtyrer der Revolution verehrt. Nach dem Sturz Robespierres am 9. Thermidor II (27. Juli 1794) wurde Davids Bild vernichtet, der Leichnam Le Peletiers wurde aus dem Panthéon entfernt und wenig später nach Saint-Fargeau überführt. Auf dem dortigen Familiensitz fand Michel Le Peletier seine letzte Ruhestätte.
Le Peletiers Namen tragen heute das Stadtviertel Saint-Fargeau mit der rue Saint-Fargeau im 20. Pariser Arrondissement und ebenfalls die dortige Métro-Station Saint-Fargeau.

## Veröffentlichungen
- 1793 – De l'abrogation de la peine de mort. A Paris, de l'Imprimerie Nationale
- 1826 – Oeuvres de Mich. Lepeletier Saint-Fargeau, assassiné le 20 janvier 1793, par Paris, garde du roi ; précédées de sa vie par Félix Lepeletier, son frère; suivies de documens historiques relatifs à sa personne, à sa mort, et à l'époque. Bruxelles, Arnold Lacrosse